# Yspertal
Yspertal település Ausztriában, Alsó-Ausztria tartományban, a Melki járásban. Tengerszint feletti magassága 498 méter, területe 47,67 km².

## Elhelyezkedése
Yspertal Bärnkopf, Gutenbrunn, Münichreith-Laimbach, Hofamt Priel, Sankt Oswald és Dorfstetten településekkel határos.

## Népesség
| 2016 | 1 932 |
| 2018 | 2 007 |